# Castrillo de Duero
Castrillo de Duero ist ein nordspanisches Dorf und eine Gemeinde (municipio) mit 121 Einwohnern (Stand: 2024) in der Provinz Valladolid in der autonomen Region Kastilien-León. 

## Lage
Castrillo de Duero liegt in der kastilischen Hochebene in einer Höhe von etwa 820 m. Die Provinzhauptstadt Valladolid befindet sich gut 52 Kilometer (Fahrtstrecke) westnordwestlich. Der Duero begrenzt die Gemeinde im Norden. Das Klima im Winter ist durchaus kalt, im Sommer dagegen warm bis heiß; die spärlichen Regenfälle (ca. 499 mm/Jahr) fallen verteilt übers ganze Jahr.

## Bevölkerungsentwicklung
| Jahr      | 1970 | 1981 | 1991 | 2001 | 2011 | 2021 |
| Einwohner | 502  | 315  | 246  | 199  | 155  | 103  |

## Sehenswürdigkeiten
- Kirche Mariä Himmelfahrt
- Museum El Empecinado zu Ehren von Juan Martín Díez

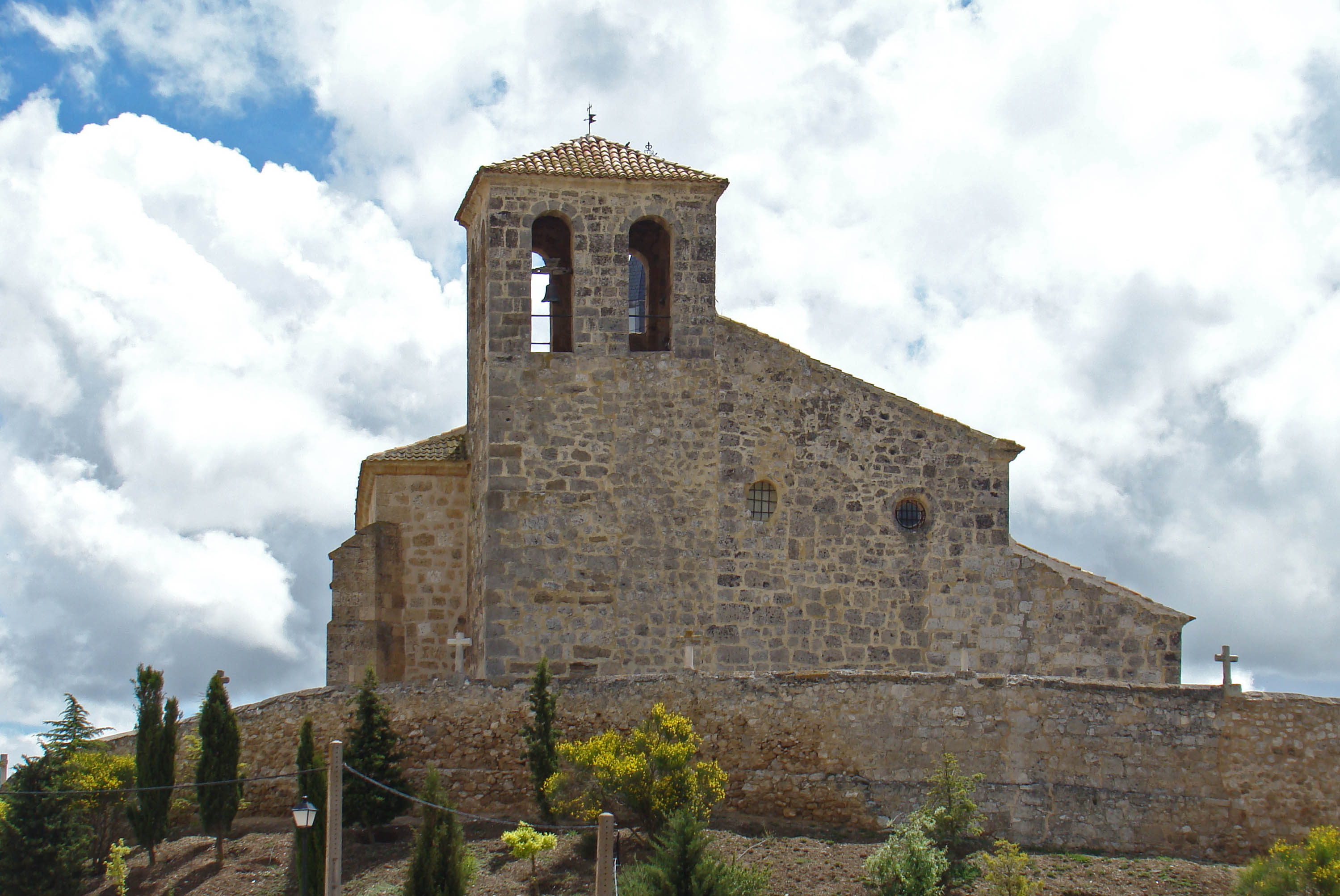
Kirche Mariä Himmelfahrt
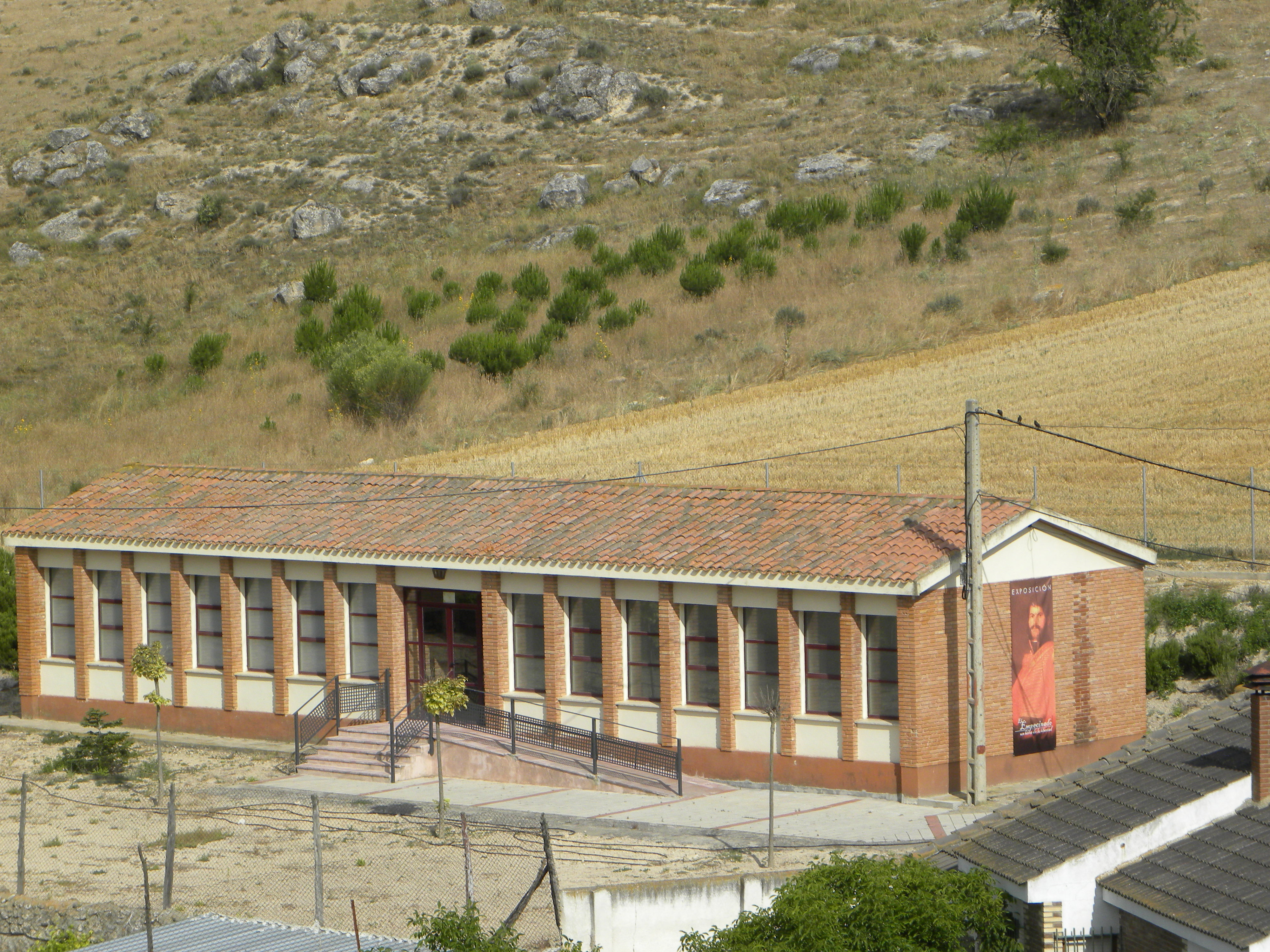
Museum El Empecinado
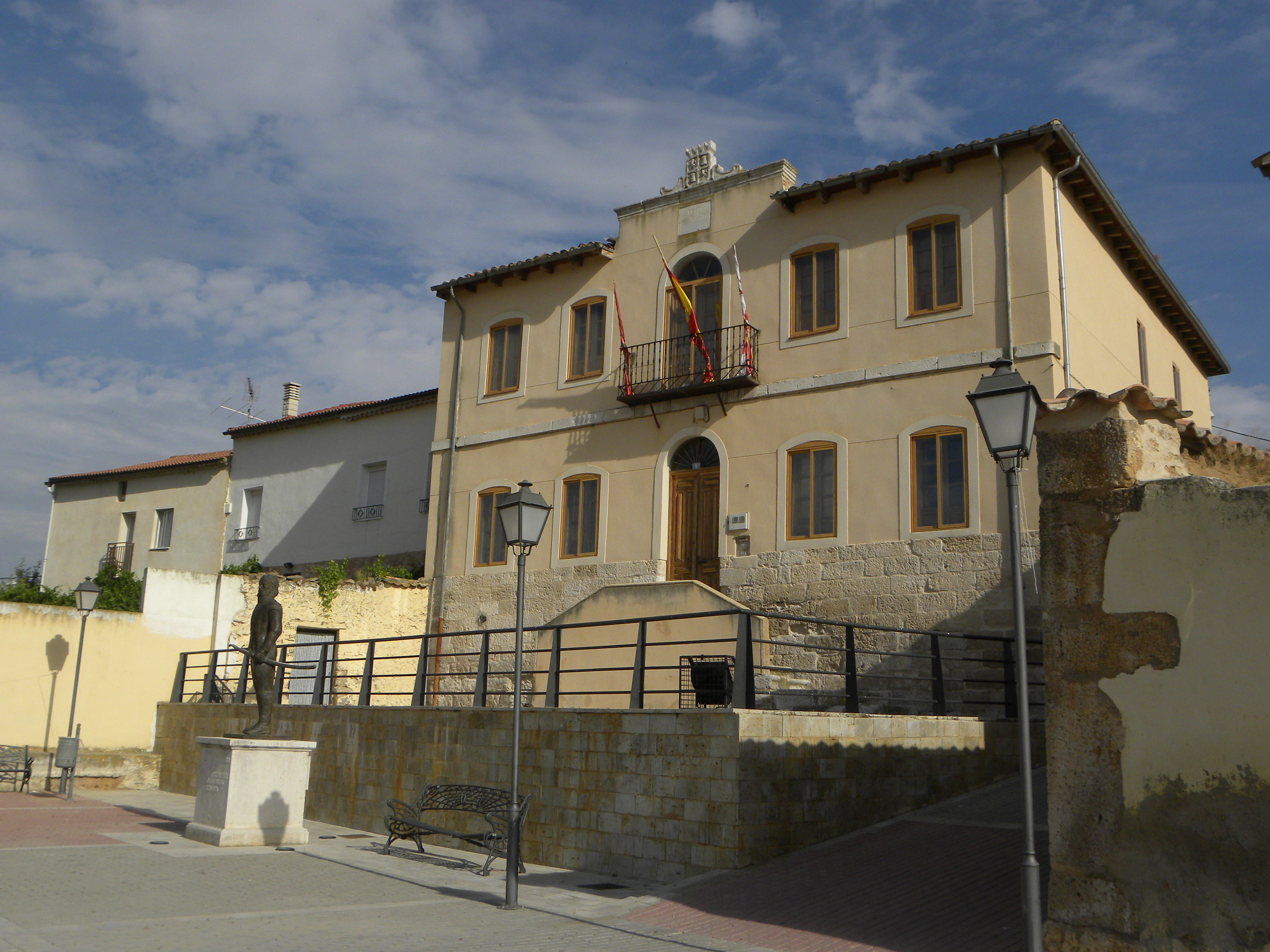
Rathaus

## Persönlichkeiten
- Juan Martín Díez (1775–1825), Widerstandskämpfer